# Biersdorf am See
Biersdorf am See este o comună din landul Renania-Palatinat, Germania.